# Chiesa di Sant'Anna (Lecce)
La chiesa di Sant'Anna, insieme all'attiguo Conservatorio omonimo, è una costruzione barocca del centro storico di Lecce edificata nel 1680 e voluta da Teresa Paladini, per richiesta testamentaria del marito Bernardino Verardi.
Presenta una struttura architettonica semplice, lineare, di impronta classica e ripropone lo stesso disegno compositivo della facciata principale del Duomo, il che suggerisce la sua attribuzione al medesimo autore, Giuseppe Zimbalo.
La chiesa, è affidata alla cura dell’ICRSS, che celebra la Messa secondo il messale del 1962.

## Descrizione

### Prospetto
Il prospetto, diviso in due ordini, è coronato da un timpano ed è concluso da una copertura a capanna. Il primo ordine presenta due paraste per lato che inquadrano due nicchie ospitanti le statue in pietra leccese di San Pietro e San Paolo. Nel secondo ordine, al di sopra della cornice dentellata, troneggia la statua a mezzo busto di Sant'Anna affiancata da due angeli. Anche qui viene riproposta la tripartizione con paraste dell'ordine inferiore e le due nicchie accolgono le statue di Sant'Andrea e di San Giovanni Evangelista. In corrispondenza del portale d'ingresso, inquadrato da un architrave con fregio, è posto un finestrone.

### Interno

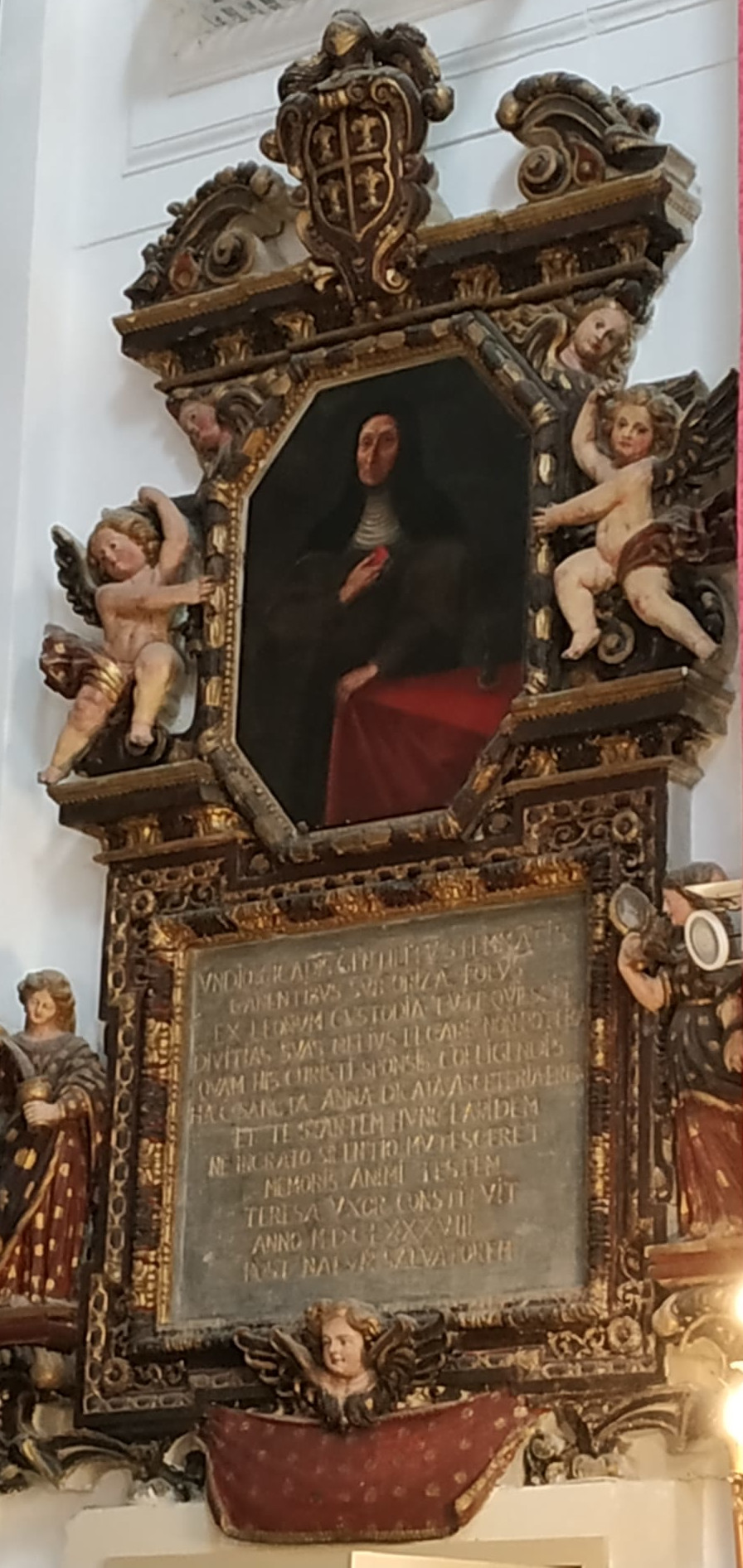
Monumento sepolcrale di Teresa Paladini.

L'interno, ad unica navata, presenta quattro cappelle, i cui altari sono sormontati da pregevoli tele settecentesche. Gli altari di destra sono dedicati a Santa Barbara e alla Visitazione della Beata Vergine; quelli di sinistra invece a San Francesco da Paola e alla Natività del Signore. Di importante rilevanza artistica è il soffitto ligneo decorato a motivi geometrici e incorniciato ai lati dagli stemmi delle famiglie nobili delle fanciulle che risiedevano nell'attiguo Conservatorio.
L'altare maggiore, custodisce una tela raffigurante Sant'Anna tra Sante e il Redentore, opera del pittore Giovanni Stano. Ai lati dell'altare sono presenti i monumenti sepolcrali dei due fondatori del complesso: Bernardino Verardi e Teresa Paladini.

## Conservatorio
L'edificio del Conservatorio è posto a destra della chiesa di Sant'Anna, il cui prospetto, sistemato su due brevi rampe di scale, risulta piuttosto arretrato rispetto alla strada e alla chiesa stessa. Nel 1764 venne ristrutturato da Emanuele Manieri che con sapienza scenografica ne fece quasi una prosecuzione del contiguo Palazzo De Simone.
Il Conservatorio venne realizzato affinché vi trovassero asilo le donne dell'aristocrazia salentina, le uniche ad avere libero accesso.